# Coenonympha macmahoni
Coenonympha macmahoni (Syn.: Lyela macmahoni) ist ein Schmetterling (Tagfalter) aus der Familie der Edelfalter (Nymphalidae), der in Pakistan vorkommt.

## Beschreibung
Coenonympha macmahoni hat eine Spannweite von 35 bis 40 Millimeter. Die Flügeloberseiten haben eine schwarzbraune Grundfarbe, manche Männchen sind fast ganz schwarz. Im Vorderflügelapex sitzt ein schwärzlicher Augenfleck mit orangem Rand, der nur selten mit einem winzigen weißen Punkt gekernt ist. Die Weibchen ähneln den Männchen, die Flügel sind nur etwas länger. Die Fühler sind schwarz mit breiten weißen und schmalen schwarzen Ringen und einem weißen Kolben.

### Ähnliche Arten
- Coenonympha amirica, Syn. Lyela amirica (Wyatt, 1961)
- Coenonympha myops, Syn. Lyela myops (Staudinger, 1881)

## Verbreitung
Coenonympha macmahoni kommt in der Umgebung von Quetta, Gawal, Urak und Zhob in der pakistanischen Provinz Belutschistan auf über 2000 Meter Höhe vor und fliegt von März bis Mai.

## Systematik
Coenonympha macmahoni wurde von C. Swinhoe 1908 als Lyela macmahoni erstbeschrieben, der damit auch die Gattung Lyela aufstellte. Die Art wurde nach A. H. McMahon benannt, der die Falter sammelte. Fruhstorfer stufte sie als Unterart von Coenonympha myops ein.
Von vielen Autoren wird die Art der aus drei Arten bestehenden Gattung Lyela zugeordnet, die von Kodandaramaiah und Wahlberg 2009 mit Coenonympha synonymisiert wurde, da die Arten zusammen mit Coenonympha nolckeni eine Klade bilden.

### Synonyme
- Lyela macmahoni Swinhoe 1908
- Coenonympha myops macmahoni Fruhstorfer 1911[1]